# Aleksandar Radović (polo aquático)
Aleksandar Radović (em montenegrino:  Александар Радовић; Dubrovnik, 24 de fevereiro de 1987) é um jogador de polo aquático montenegrino.

## Carreira
Radović integrou o elenco da Seleção Montenegrina de Polo Aquático em duas edições de Jogos Olímpicos, ficando em quarto lugar tanto em Londres 2012 quanto no Rio 2016.